# Paul Kemetter
Paul Kemetter (* 15. August 1898 in Wien; † 30. April 1983 ebenda) war ein österreichischer Tontechniker.

## Leben und Wirken
Paul Kemetter war der Sohn des späteren Reichsratsabgeordneten August Maria Kemetter (1866–1945) und dessen Frau Paula Raubal. Kemetter beendete ein Ingenieursstudium (Abschluss: Diplomingenieur) und arbeitete anschließend zunächst in nicht-filmischen Bereichen; 1931 war er Elektroingenieur in Wien-Penzing. Erst ab Mitte der 1930er Jahre ist er, beginnend mit der Arbeit für kleine Wiener Produktionsfirmen, als Tontechniker beim Film nachzuweisen. In diesem Gewerbe blieb er gut zwei Dekaden aktiv. In jenen Jahren betreute Kemetter, nur unterbrochen vom Zweiten Weltkrieg und der frühen Nachkriegszeit, mehrfach Inszenierungen von E. W. Emo. Als Regisseur Emo 1957 mit dem Lustspiel Wenn die Bombe platzt seine Filmkarriere beendete, zog sich auch der nahezu gleichaltrige Kemetter aus dem Filmgeschäft zurück. Was er seine verbleibenden 25 Lebensjahren tat, ist derzeit nicht bekannt. Paul Kemetter starb am letzten Apriltag 1983 und wurde am 9. Mai 1983 in Wien-Hietzing bestattet.

## Filmografie
- 1936: Seine Tochter ist der Peter
- 1936: Fräulein Lilli
- 1937: Die unentschuldigte Stunde
- 1937: Ich möcht’ so gern mit Dir allein sein (Millionäre)
- 1937: Die verschwundene Frau
- 1937: Florentine
- 1938: 13 Stühle
- 1938: Der Optimist
- 1939: Das Abenteuer geht weiter
- 1939: Grenzfeuer
- 1939: Unsterblicher Walzer
- 1939: Hochzeitsreise zu dritt
- 1952: Der Obersteiger
- 1953: Fräulein Casanova
- 1956: Bademeister Spargel
- 1956: Pulverschnee nach Übersee
- 1956: Hengst Maestoso Austria
- 1956: Die Magd von Heiligenblut
- 1956: August der Halbstarke
- 1957: Der König der Bernina
- 1957: Die Lindenwirtin vom Donaustrand
- 1957: Wenn die Bombe platzt